# Afrikansk guldkatt
Afrikansk guldkatt (Profelis aurata) är ett mellanstort kattdjur som lever i regnskogarna i västra och centrala Afrika. Tidigare listades djuret med de asiatiska guldkatterna i ett gemensamt släkte men enligt nyare forskning är den afrikanska guldkatten närmare släkt med ökenlon.

## Kännetecken
Arten är ungefär dubbelt så stor som en vanlig tamkatt. Den är runt 80 centimeter lång med en svans på cirka 30 centimeter utöver detta. Mankhöjden ligger vid 38 till 50 centimeter. De tyngsta exemplaren har en vikt av ungefär 16 kilogram och hanar är större än honor. Öronen är små och avrundade. Pälsens färg varierar mycket. Det finns guldröda och silvergråa individer men även bruna eller svarta guldkatter. På buken och ibland även på andra kroppsställen finns mer eller mindre tydliga fläckar. Undersidan är alltid ljusare än ovansidan och i ansiktet finns svarta fläckar ovanför ögonen.

## Utbredning
Arten förekommer regnskogen i västra och centrala Afrika samt i höga bergsområden. I Östafrikas torra skogar är de ganska sällsynta och ibland tar enskilda individer utflykter till den öppna savannen. Afrikanska guldkatter finns till exempel i följande naturvårdsområden: Salonga, Ruwenzori, Virunga, Garamba och Queen Elizabeth.

## Levnadssätt
Djuret kännetecknas av att det ofta gömmer sig och är mycket skyggt. Arten är aktiv på natten och vilar på dagen gömd i tät vegetation. Trots att den har bra förmåga att klättra jagar den vanligen på marken. Byten utgörs till exempel av möss, hyraxar, dykarantiloper, fåglar och mindre primater.

## Fortplantning
Det är inte mycket känt om guldkattens sätt att fortplanta sig. Enligt berättelser av Afrikas ursprungsbefolkning föder honan bara ett ungdjur åt gången men i djurparker iakttogs födelsen av tvillingar i flera fall. Dräktigheten varar i ungefär 78 dagar och ungdjuret är vid födelsen cirka 200 gram tungt. Hanar blir könsmogna efter 20 månader och honor redan efter 11 månader.

## Afrikansk guldkatt och människor
I tolv afrikanska stater existerar ett jaktförbud beträffande guldkatten och djuret står under lagens skydd. Vissa bönder påstår att djuret härjar i anläggningar med tamhöns men dessa händelser förekommer antagligen sällan. Hos några pygméer görs kläder av guldkattens päls och hud och djurets svans utgör en talisman under elefantjakten.

## Underarter
- Profelis aurata aurata, Centralafrika, enbart fläckig på buken.
- Profelis aurata celidogaster, Västafrika, fläckig även på rygg och bakdel.